# Phái sinh quỹ
Phái sinh quỹ là một sản phẩm tài chính có cấu trúc liên quan đến một quỹ, thông thường bằng cách sử dụng quỹ cơ bản để xác định chi trả. Đó có thể là một quỹ cổ phần tư nhân, quỹ tương hỗ hay quỹ phòng hộ. Người mua có được tiếp xúc với quỹ cơ bản (hoặc các quỹ) trong khi cải thiện hồ sơ rủi ro của họ qua một đầu tư trực tiếp.

## Ví dụ
Ví dụ người mua có thể bị thu hút bởi người quản lý ngôi sao, lịch sử hoặc chiến lược hoạt động của quỹ, trong khi cải thiện nguy cơ đối tác của họ và nhận được đòn bẩy, phòng hộ tiền tệ hay một bảo lãnh vốn thông qua phái sinh.

## Đặc tính
Sản phẩm có cấu trúc này có thể là có thể đầu tư bởi khách hàng bán lẻ hoặc nhà đầu tư tổ chức mà có thể sẽ không mua quỹ nếu không vì việc cung cấp các tính năng bảo vệ như bảo lãnh vốn hoặc việc bổ nhiệm cán bộ quản lý độc lập để tính toán giá trị quỹ cơ bản và các cơ chế giám sát bổ sung.

## Các loại
Các phái sinh quỹ điển hình có thể là một quyền chọn gọi giá trên một quỹ, một CPPI trên một quỹ, hoặc một giấy tờ vay nợ trên một quỹ. Các cấu trúc phức tạp hơn có thể bao gồm các tính năng gọi tự động đảm bảo rằng nếu phái sinh đạt đến một giá trị nhất định mà giá trị đã bị khóa trong, hàng đầu của một đảm bảo giá trị tối thiểu ban đầu khi phát hành. Kỳ hạn có thể dao động 3-10 năm, hoặc qua nhiều thập kỷ (hiếm hơn). Các đấu thủ lớn trong lĩnh vực này là các ngân hàng đầu tư như Barclays Investment Bank, BNP Paribas, Citigroup, Credit Suisse, Deutsche Bank, Goldman Sachs, Morgan Stanley, Société Générale, UBS Investment Bank.
Các phái sinh quỹ đã tăng trưởng bùng nổ trong 10 năm qua nhưng vẫn còn là một khu vực tăng trưởng lớn. Các cấu trúc mới liên tục được phát triển để phù hợp với thị trường và các cơ hội khách hàng.